# Gato Roboto
Gato Roboto — инди-игра и метроидвания, разработанная независимой американской студией Doinksoft и выпущенная Devolver Digital 30 мая 2019 года. Игрок управляет кошкой по имени Кики, которая должна спасти своего хозяина-человека после того, как они потерпели крушение на неизвестной планете. Кики надевает меха-костюм, чтобы с его помощью изучать планету и вступать в сражения.
Созданием игры занималась Doinksoft, в чей состав входят три человека. Они задумали создать метроидванию, выдержанную в стиле Lo-Fi с 8-ми битной графики из-за ограниченного бюджета, чтобы сосредоточится на проработке уровней, механик и игрового процесса. Разработчики стремились привнести в сюжет элемент юмора, идея игры за кошку пришла случайно.
Оценка игры была в целом положительной. Критики хвалили Gato Roboto за её качественно реализованные бои и разнообразные механики. Они также оценили элемент юмора в сюжете. Тем не менее критиковали за малую продолжительность и называли проект недостаточно амбициозным.

## Игровой процесс
Согласно предыстории, в далёком будущем Гэри и его кошка Кики отправляются к планете, идя на сигнал бедствия. Кики пробежалась по клавиатуре на капитанском мостике, нарушив координаты и спровоцировав крушение корабля. Оба выживают, но Гэри оказывается в ловушке. Он просит кошку найти механический костюм, чтобы освободить его.

Демонстрация игрового процесса

Позже оказывается, что сигнал был ложным, и его послал безумный учёный, который одержим идеей продлить жизнь своей собаке — Баркли. Сам учёный потерял тело и перенёс свою личность в тело крысы. Он намеревается перенести своё сознание в тело Гэри, а сознание Баркли — в тело Китти.
В Gato Roboto игрок управляет кошкой по имени Кики в двух формах — с меха-костюмом и без. По умолчанию Кики способна прыгать, забираться на разные поверхности, плавать в воде и пролезать через узкие щели. Она однако совершенно беззащитна и умрёт после первого удара. Меха-костюм можно приобрести на каждой точке сохранения. В костюме Кики получает очки здоровья и может стрелять в противников. По мере прохождения, может приобрести дополнительные способности, такие как например двойной прыжок или рывок. На протяжении прохождения, игрок может найти другие меха-костюмы, например подводную лодку или турель.
Главная цель Кики — попасть в лабораторию на чужой планете и найти способ освободить своего хозяина по имени Гэрри. Доступ в лабораторию заблокирован до тех пор, пока игрок не очистит все акведуки планеты, систему отопления и систему вентиляции, лаборатория выступает конечным игровым уровнем. По мере прохождения, игрок может находить улучшения — новые движения, дополнительные очки здоровья или например или кассеты с дополнительной цветовой палитрой.

## Разработка
Созданием игры занималась Doinksoft, команда разработчиков из Юджина, штат Орегон, состоящей из трёх человек — Бритта Брэди (искусство и звук), Каллена Дуайера и Джозеф Буржуа (программирование).
Бритт и Каллен работали вместе 4 года до начала разработки, основав студию Cowboy Color и выпустив несколько игр. Студию затем в 2017 году приобрела компания Nicalis. В команду затем вошёл Брэди и втроём они начали разработку метроидвании, которая впоследствии станет Gato Roboto. Покинув Nicalis в 2018 году, трио должно было найти нового издателя, для этого им требовалось представить свой проект.
Раздумывая над концепцией, разработчики решили связать свою метроидванию с темой кошек и выдержать её в стиле 8-битных и 16-битных игр серии Metroid, но с очаровательным сюжетом, миром и более доступным уровнем сложности. Так как у команды был ограниченный бюджет, они решили сделать игру с общей длительностью в 3-5 часов и придать игре монохромный вид в стиле lo-fi из самых ранних консолей. Это позволяло экономить на графике и сконцентрироваться на геймплее и работе над уровнями. При этом современные технологии позволяли реализовать в игре игровые механики, невозможные к реализации в эпоху 8-битнымх игр. На этом этапе была предложена идея кошки, которая бы управляла меха-костюмом. Это придавало игре оригинальности. В Gato разработчики хотели сделать исследование карты полезным, не вынуждая игрока постоянно возвращаться в прежние локации. Трудность в дизайне уровней была связанна с необходимостью умело реализовать управление кошкой и меха-кошкой, без риска застревания или смерти кошки без костюма. Вместо того, чтобы сосредоточится на проработке уникальных бонусов, разработчики хотели переосмыслить стандартные для жанра метроидвании элементы. Только работа над механикой ракетного прыжка доставляла отдельное удовольствие разработчикам.
При создании музыки, Бритта использовал синтезаторы Korg MS-20 и Moog DFAM, гитарные педали, магнитофоны и сэмплер SP-404. Музыка была призвана подчеркнуть индивидуальность разных уровней и среду инопланетной и загадочной атмосферы.

## Критика
| Сводный рейтинг       | Сводный рейтинг             |
| Агрегатор             | Оценка                      |
| --------------------- | --------------------------- |
| GameRankings          | 70,83 %                     |
| Metacritic            | 79/100 (PC) 72/100 (Switch) |
| Иноязычные издания    |                             |
| Издание               | Оценка                      |
| Destructoid           | 6,5/10                      |
| Eurogamer             | Recommended                 |
| Game Informer         | 7,75/10                     |
| Hardcore Gamer        | 8/10                        |
| Nintendo Life         | [ 14 ]                      |
| Nintendo World Report | 8/10                        |
| Shacknews             | 8/10                        |
| VideoGamer            | 6/10                        |
| IGN Japan             | 7,8/10                      |

Игра в целом получила положительные отзывы со стороны игровых критиков. Версия для Nintendo Switch получила более сдержанные отзывы по версии агрегатора Metacritic.
Критик Gamewathcer похвалил Gato Roboto, отметив её оригинальность на фоне перенасыщения игрового рынка ретро-платформерами. При этом игру можно назвать скорее клоном метроида и без «вании». Само по себе прохождение довольно сложное, хотя и не настолько жестокое, как в играх для NES и SNES. Прохождение уровней сложно, но логично. Игрок не столкнётся с абсурдно сложными ситуациями. Он также оценил то, что игрок не будет застревать на уровнях и игра не требует возвращаться на предыдущие локации, тем не менее критик остался разочарован продолжительностью Gato Roboto. Он назвал её подходящей для спидранеров. Рецензент MeriStation остался впечатлён ретро-графикой в стиле Game Boy, но совмещающей тщательно проработанный художественный дизайн с разнообразными анимациями и эффектами. Всё это сопровождается не менее увлекательной музыкой. Игра с успехом подражает метроидвании прошлых лет и предлагает наполненный юмором сюжет, в котором отлично вписывается концепция кошки, управляющей меха-роботом.
Рецензент HardCore Gamer похвалил игру за её простую, но интригующую и наполненную юмором историю, а также визуальный стиль, но у него было смешанное мнение об игровом процессе. С одной стороны критик похвалил Gato Roboto за качественно проработанную боевую систему и различные боевые трюки, с другой стороны критик остался недоволен низким уровнем сложности, заметив что поклонники метроидвании сразу же заметят это. Он также выразил разочарование длиной и прямолинейностью игры, заметив, что в Gato Roboto даже близко нет той же глубины, что и в Axiom Verge, складывается впечатление, что проект оказался слишком амбициозным и игру по мнению критика следовало бы сделать скорее простым экшен-платформером, на подобие Mega Man. Сдержанный отзыв оставил представитель ScreeenRant, заметив что в игре можно провести приятно время, однако ей не хватает осознанного направления и она никак не раскрывает потенциал своего жанра, сеттинга и мира. Фактическая ценность Gato Roboto ограничивается тем, что она отдаёт дань уважения Metroid, только проблема заключается в том, что существует много игр, делающих тоже самое и многие из них более увлекательные.